# 야규 미쓰요시
야규 미쓰요시(일본어: 柳生三厳, 1607년 ~ 1650년)는 에도 시대 전기의 다이묘이다. 쇼군 도쿠가와 이에미쓰를 보좌하였다. 야규 주베에(柳生十兵衛)라고도 한다.

## 문화
- 게임 귀무자2에서는 미쓰요시의 할아버지 야규 무네요시가 주인공 역할을 하였고, 신귀무자에서는 미쓰요시의 여성버전이 등장하였다.
- 애니 검용전설 야이바에서 등장.

## 같이 보기
- 쥬베이짱

| 전임 야규 무네노리 | 제2대 야규 번 번주 1646년 ~ 1650년 | 후임 야규 무네후유 |